# Kvasir

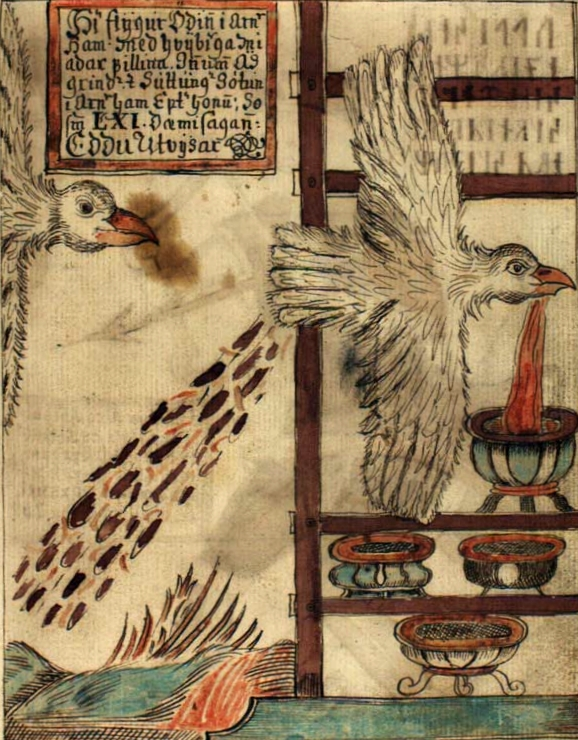
Odin sas alakjában ellopja a Suttung-mézsört

Kvasir, (Kvaser) volt az egyike a legokosabb és legravaszabb isteneknek a skandináv mitológiában. Őt tartják a mézsör eredendő lényének. 
Az Áz–ván háború végén az ázok és a vánok a béketárgyaláson körbe ültek, s középre egy edényt tettek le amibe köpködhettek. Ebből a nyálkeverékből született Kvasir, aki áz-istennek számít, bár a vánok között élt.
Később két törpe, Fjalar och Galar megölte Kvasirt. A vérét felfogták három edénybe, melyek neve Odrerir, Son és Bodn volt. A vért mézzel keverték és méhsört erjesztettek belőle. Az Odrerir edényben készült a “költészet mézsöre”, aki abból ivott, bölcs lett és költői tehetséggel áldott. A Suttung-mézsörnek is nevezett italt (Suttung óriásról, aki elveszi az Odrerirt a törpéktől) végül Odin, aki költészet istene is, lopja el sas alakjában.
A verses Eddában is említik az edényt:
Kilenc varázsdalt

vettem a híres

Böltor fiától, Besztla atyjától,

ihattam az ízletes,

Ódrerir érlelte

édes mézsörből.

## Fordítás
- Ez a szócikk részben vagy egészben  a   Kvaser (mytologi) című svéd Wikipédia-szócikk fordításán alapul.  Az eredeti cikk szerkesztőit annak laptörténete sorolja fel. Ez a jelzés csupán a megfogalmazás eredetét és a szerzői jogokat jelzi, nem szolgál a cikkben szereplő információk forrásmegjelöléseként.
- Ez a szócikk részben vagy egészben  a   Kvasir című angol Wikipédia-szócikk fordításán alapul.  Az eredeti cikk szerkesztőit annak laptörténete sorolja fel. Ez a jelzés csupán a megfogalmazás eredetét és a szerzői jogokat jelzi, nem szolgál a cikkben szereplő információk forrásmegjelöléseként.